# Všeměřice
Všeměřice (německy Schömersdorf) je malá vesnice, nyní část obce Dolní Dvořiště v okrese Český Krumlov. Nachází se asi 3,5 km na severovýchod od Dolního Dvořiště a 6 km jižně od Kaplice. Je zde evidováno 31 adres.
Všeměřice je také název katastrálního území o rozloze 7,63 km². V tomto katastrálním území byly také vsi Benčice (poprvé připomínány v roce 1379) a Drochov (poprvé připomínán v roce 1349). Benčice zanikly. Drochov zanikl částečně. V katastrálním území je také přírodní památka a evropsky významná lokalita Horní Malše. 

## Název
Název Všeměřice se vysvětluje jako ves lidí Všemírových nebo z německého tvaru Schömersdof/Schönersdorf jako Pěkná ves nebo Krásná ves. V historických pramenech se název objevuje ve tvarech: Semyrziczky (1379), Sheinirs a Schemirs (1450, 1459), k Šeměřicím (1460), Ssemierzicze (po roce 1500), Schemersdorf (1533), Schemesdorff (1598), Schemesdorf (1720), Schemesdorf a Schemersdorf (1789), Schömersdorf (1841), Šeměřice a Schemersdorf (1848), Pěkná ves (Šeměřice) Schemersdorf (1854).

## Historie

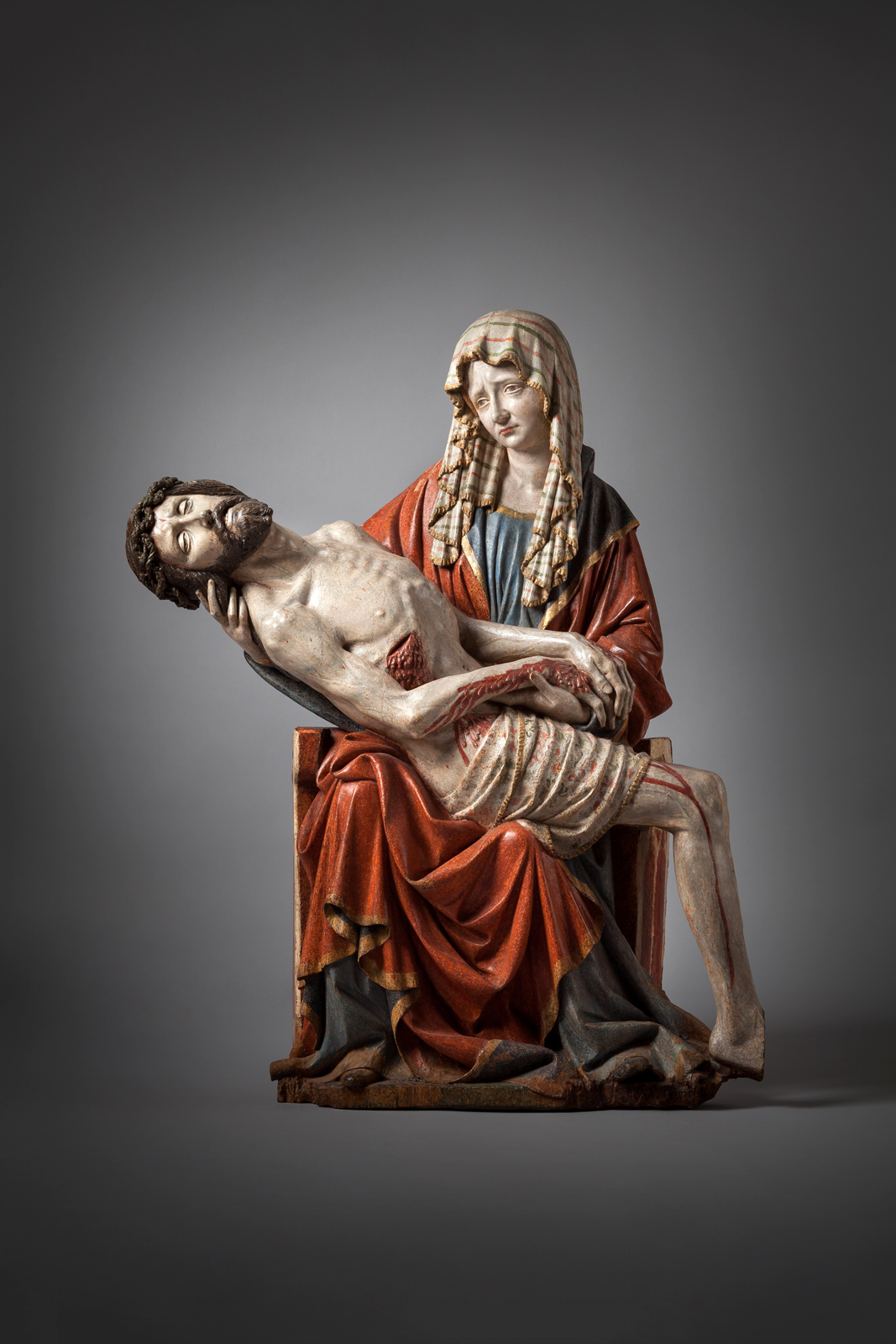
Gotická Pieta z Všeměřic, Hluboká nad Vltavou

První písemná zmínka o lese Semyrziczky, který dal vesnici jméno, pochází z roku 1379 a nachází se v urbáři rožmberského panství.
Ves byla v 1. polovině 20. století samostatnou obcí. V roce 1921 ve vsi stálo 42 domů a žilo 222 obyvatel, všichni německé národnosti. V letech 1938 až 1945 ves  byla (v důsledku uzavření Mnichovské dohody) součástí nacistického Německa.

## Pamětihodnosti
- Pieta z Všeměřic – gotická dřevořezba, která byla do roku 1951 umístěná v (nyní zbořené) návesní kapli. Nyní je vystavena ve stálé expozici Alšovy jihočeská galerie.